# Pitcairnia corcovadensis
Pitcairnia corcovadensis là một loài thực vật có hoa trong họ Bromeliaceae. Loài này được Wawra miêu tả khoa học đầu tiên năm 1862.